# Dolana Faith Msimang
Dolana Faith Msimang es una diplomática sudáfricana.
De 2006 a junio de 2010 fue embajadora en Copenhague. El 05 de junio de 2006 fue concurrentemente acreditada en Vilna.
Del 02 de julio de 2010 al 29 de enero de 2015 fue embajadora en París y fue concurrentemente acreditada ante la Unesco.
Desde el 14 de abril de 2015 es embajadora en Beijing.